# الاختلافات النصية في رسالة تيموثاوس الأولى
الاختلافات النصية في رسالة تيموثاوس الأولى او الرسالة الأولى إلى تيموثاوس (بالإنجليزية: Textual variants in the First Epistle to Timothy ) هي موضوع دراسة الاختلافات النصية في المخطوطات او ترجمات عندما يقوم الناسخ بإجراء تحريفات متعمدة أو غير مقصودة في مخطوطة على النص الذي يتم إعادة إنتاجه او ترجمته وترد في هذه المقالة أدناه قائمة مختصرة من المتغيرات النصية في هذي رسالة بالذات.

## الاختلافات النصية الموجودة
"وَبِالإِجْمَاعِ عَظِيمٌ هُوَ سِرُّ التَّقْوَى: اللهُ ظَهَرَ فِي الْجَسَدِ، تَبَرَّرَ فِي الرُّوحِ، تَرَاءَى لِمَلاَئِكَةٍ، كُرِزَ بِهِ بَيْنَ الأُمَمِ، أُومِنَ بِهِ فِي الْعَالَمِ، رُفِعَ فِي الْمَجْدِ." ( 1 تيموثاوس 3: 16 ) التراجم العربية التي كتبته والتي تجعل معنه نص ان الله ظهر في جسد فاندايك الحياة التراجم العربية التي حذفته والتي تجعل معنه نص ان سر التقوى الذي هو خوف من الله ظهر في الجسد السارة يسوعية البولسية الكاثوليكية المشتركة غير موجودة في مخطوطات السينائية والسكندرية والافرايمية وبيزا في الاصل قبل يقوم نساخ لاحقين في قرون اخرى بتحريفه واقتباس اوريجيانوس في نص للاتيني وديداموس وابيفانيوس وثيودروس وكيرلوس وجيروم النص الذي لا يحتوي على كلمة الله
الَّتِي جُعِلْتُ أَنَا لَهَا كَارِزاً وَرَسُولاً. الْحَقَّ أَقُولُ فِي الْمَسِيحِ وَلاَ أَكْذِبُ، مُعَلِّماً لِلأُمَمِ فِي الإِيمَانِ وَالْحَقِّ. ( 1 تيموثاوس 2: 7 ) التراجم العربية التي كتبت {في المسيح} فاندايك التراجم العربية التي حذفته الحياة السارة اليسوعية المبسطة الكاثوليكية البولسية المشتركة النسخة الارثوذكسية المقطع {في المسيح} غير موجود في مخطوطات الاسكندرية وبعض مخطوطات الخط الكبير ووبعض مخطوطات الخط الصغير ومخطوطات اللاتينية القديمة والفلجاتا والبشيتا
وَمُنَازَعَاتُ أُنَاسٍ فَاسِدِي الذِّهْنِ وَعَادِمِي الْحَقِّ، يَظُنُّونَ أَنَّ التَّقْوَى تِجَارَةٌ. تَجَنَّبْ مِثْلَ هَؤُلاَءِ. ( 1 تيموثاوس 6: 5 ) التراجم العربية التي كتبت { تجنب مثل هؤلاء} فاندايك التراجم العربية التي حذفته الحياة السارة اليسوعيةالمبسطة الكاثوليكية البولسية المشتركة { تجنب مثل هؤلاء} غير موجودة في مخطوطات السينائية والاسكندرية والقبطية وبعض مخطوطات الفلجاتا